# Herman Affel
Herman Andrew Affel (Brooklyn, 4 de agosto, 1893 — 13 de outubro de 1972) foi um engenheiro estadunidense.

## Patentes
- U.S. Patent 1 511 013 "Equalization of Carrier Transmissions," 1924, Herman A. Affel
- U.S. Patent 1 835 031 "Concentric Conducting System", 1929, Lloyd Espenschied and Herman A. Affel